# Вулиця Ігоря Бойка
Вулиця І́горя Бо́йка — одна з вулиць у місті Черкаси. Знаходиться у мікрорайоні Дахнівка.

## Розташування
Вулиця починається від вулиці 2-го Українського фронту і простягається спочатку на південний захід потім повертає на захід до меблевої фабрики, де переходить у вулицю Свидівоцьку. У центрі від вулиці на схід відгалужується ділянка довжиною 130 метрів. З вулицею перетинається вулиця Глібова, а також примикає вулиця Ярмаркова.

## Опис
Вулиця неширока та неасфальтована, забудована приватними будинками. Під кінець праворуч розташований лісовий масив соснового бору.

## Історія
До 1983 року вулиця називалась на честь радянського ракетобудівника Костянтина Ціолковського, а після приєднання села Дахнівка до міста Черкаси була перейменована на честь радянського державного діяча Георгія Чичеріна. 22 лютого 2016 року в процесі декомунізації вулиця була перейменована на честь місцевого учасника АТО Ігоря Бойка.